# Dionisalessandro
Dionisalessandro (in greco antico: Διονυσαλέξανδρος?, Dionysaléxandros) è una commedia greca scritta da Cratino e rappresentata ad Atene intorno al 439 a.C. o al 430 a.C.. La commedia, che è andata perduta ma la cui trama si può almeno in parte ricostruire grazie ad alcuni frammenti e soprattutto all'ipotesi (una sintesi dell'opera) conservata, sebbene incompleta, tra i papiri di Ossirinco, stravolge il mito del giudizio di Paride, del rapimento di Elena e del successivo inizio della guerra di Troia: il responsabile della guerra non è Paride, ma il dio Dioniso che si traveste da Paride e ne prende il posto.

## Trama
Dioniso, venuto a sapere che Paride avrebbe dovuto giudicare quale fosse la dea più bella, si reca con un seguito di satiri all'abitazione di Paride sul Monte Ida, al momento vuota, e ne assume le sembianze: spera in questo modo di essere lui il giudice e di ottenere in cambio favori dalle dee. Ermes fa entrare le tre contendenti, Era, Atena ed Afrodite, ognuna delle quali gli promette un dono in cambio della vittoria: Era gli garantisce una salda tirannia, Atena il coraggio in guerra e Afrodite il fascino e l'amore da parte di tutti; Dioniso sceglie Afrodite. Durante un intermezzo del coro, formato dai satiri, Dioniso-Paride probabilmente si reca a Sparta dove rapisce Elena e la porta sul Monte Ida; qui apprende che i Greci, richiesta Elena indietro a Paride, stanno invadendo la Troade, così decide di nasconderla in una cesta e di trasformarsi in un ariete, in attesa che la situazione evolva. Nel frattempo il vero Paride torna sul monte e, vedendoli, ordina ad entrambi di consegnarsi ai Greci; Elena si oppone, chiedendogli di poter rimanere con lui e di poterlo sposare, in modo da sfuggire alla punizione per l'adulterio, e Paride acconsente, ma rimanda indietro Dioniso affinché si arrenda ai Greci insieme ai suoi satiri, che promettono di non abbandonarlo.
Le ultime righe dell'ipotesi aggiungono che la commedia mette in ridicolo Pericle attraverso allusioni (emphasis), poiché aveva portato la guerra ad Atene; l'ipotesi tuttavia non chiarisce in che modo Cratino alluda a Pericle nella commedia né di quale guerra in particolare si tratti. Un altro punto oscuro riguarda la parabasi: poiché alcune righe all'inizio dell'ipotesi sono corrotte, si può leggere che il coro parla al pubblico a proposito dei "poeti" o che parla a proposito della "generazione di bambini".

## Personaggi
Nonostante la mancanza del testo completo, è possibile individuare alcune caratteristiche dei due personaggi principali, Dioniso e Paride.
Dioniso è il protagonista, che dà il titolo all'opera. Da quanto si può capire dai resti della commedia, Cratino lo rappresenta con i tratti di un buffone, più vicino alla natura degli uomini che a quella degli dèi: è codardo, cerca avventure amorose e spera di ottenere favori, forse anche sessuali, dalle dee che giudica. Non si cura delle conseguenze che il rapimento di Elena può comportare e, quando la guerra scoppia, nasconde Elena e si camuffa da ariete, impaurito da essere scoperto dal vero Paride. Assomiglia al Dioniso messo in scena alcuni anni più avanti da Eupoli nei Taxiarchoi, dai cui frammenti appare come un personaggio maldestro calato in situazioni bizzarre, da Aristofane nelle Rane e forse in altre commedie di autori successivi di cui restano frammenti troppo scarsi per capire come fosse rappresentato Dioniso.
Paride è invece un personaggio coraggioso: accetta di tenere con sé Elena per proteggerla dalla vendetta di Menelao, nonostante il rischio che questa scelta comporta, cioè la guerra con i Greci; questo ha spinto alcuni critici a definirlo, al contrario di Dioniso, un personaggio "cavalleresco".

## Problemi aperti

### La datazione e il titolo
Se da un lato il papiro dell'ipotesi permette di conoscere gran parte della trama della commedia, dall'altro apre diversi problemi per i quali non è stato ancora possibile trovare risposte univoche. Il testo recitaː
(trad. A. D'Andria)
.
Un primo problema è la data di rappresentazione dell'opera. La conclusione dell'ipotesi, come visto, ricorda che la commedia conteneva allusioni a Pericle a causa della guerra che aveva portato ad Atene, perciò si è supposto che Cratino abbia scritto la commedia poco dopo una delle guerre di Pericle: la prima è la guerra di Samo, combattuta tra il 440 ed il 439 a.C. e che daterebbe la commedia al 439; la seconda è la guerra del Peloponneso, iniziata nel 431 e che daterebbe la commedia al 430. La maggior parte degli studiosi tende oggi a collocare la commedia a quest'ultima data, ma sono state avanzate anche altre possibili datazioni, in particolare il 429 oppure il 437/6, seguendo l'ipotesi che la commedia potesse essere una risposta all'Alcesti di Euripide, come lo furono i Satiri di Callia dello stesso anno.
Un problema connesso alla data è un'iscrizione posta in cima alla seconda colonna del papiro, una Η (eta maiuscola) sormontata da un trattino e posta tra le parole ΔΙΟΝΥΣΑΛΕΞΑΝΔΡΟΣ e ΚΡΑΤΕΙΝΟΥ. La prima ipotesi formulata è che Η sia da interpretare come un numerale ed indichi che il Dionisalessandro è l'ottava commedia di Cratino; questo però richiederebbe di datare l'opera al 439 o al 437, poiché difficilmente Cratino avrebbe scritto solo otto commedie fino al 430. La seconda ipotesi propone di leggere la Η come "ἤ", cioè come congiunzione disgiuntiva "o": in questo caso, Dionisalessandro sarebbe il primo titolo dell'opera che originariamente sarebbe stato seguito da un altro titolo introdotto dalla "ἤ". Come secondo titolo è stato proposto ΙΔΑΙΟΙ ("Idaioi", Gli Idiani), sia perché è di una lunghezza compatibile con le righe del papiro, sia perché si tratta di un titolo conosciuto tra quelli di Cratino: il numero di titoli noti è infatti maggiore del totale di commedie scritte da Cratino, dunque alcuni titoli probabilmente sono sottotitoli o titoli alternativi di commedie note sotto altri nomi e questo può essere uno di questi casi. Il titolo Gli Idiani può essere inteso sia come Gli uomini del Monte Ida sia come I satiri del Monte Ida: il primo è stato proposto dagli studiosi che immaginano due cori nella commedia, uno di satiri ed uno di pastori; il secondo titolo è stato invece proposto da coloro che ritengono che ci fosse un unico coro di satiri. Si è inoltre ipotizzato che la commedia Gli Idiani sia la stessa conosciuta come Ἐμπιμπραμένοι ("Empimpraménoi"), sulla base di due antiche testimonianze: Clemente Alessandrino afferma che Aristofane attinse da quest'ultima commedia del materiale per le Tesmoforiazuse, mentre secondo lo scoliasta delle Tesmoforiazuse Aristofane fece la stessa cosa ma attingendo dagli Idiani.
Esiste anche un altro titolo attribuito a Cratino, i Dionisi, che è stato associato al Dionisalessandro: potrebbe essere semplicemente lo storpiamento del titolo originale, poiché esiste un solo frammento di questa commedia, tramandato dal grammatico Oro di Alessandria, oppure potrebbe trattarsi di un ulteriore titolo secondario, specie se il coro di satiri durante la parabasi parla effettivamente dei poeti, poiché il frammento in questione parla di "colui che consiglierà il meglio per la città".

### Il problema del coro e del genere

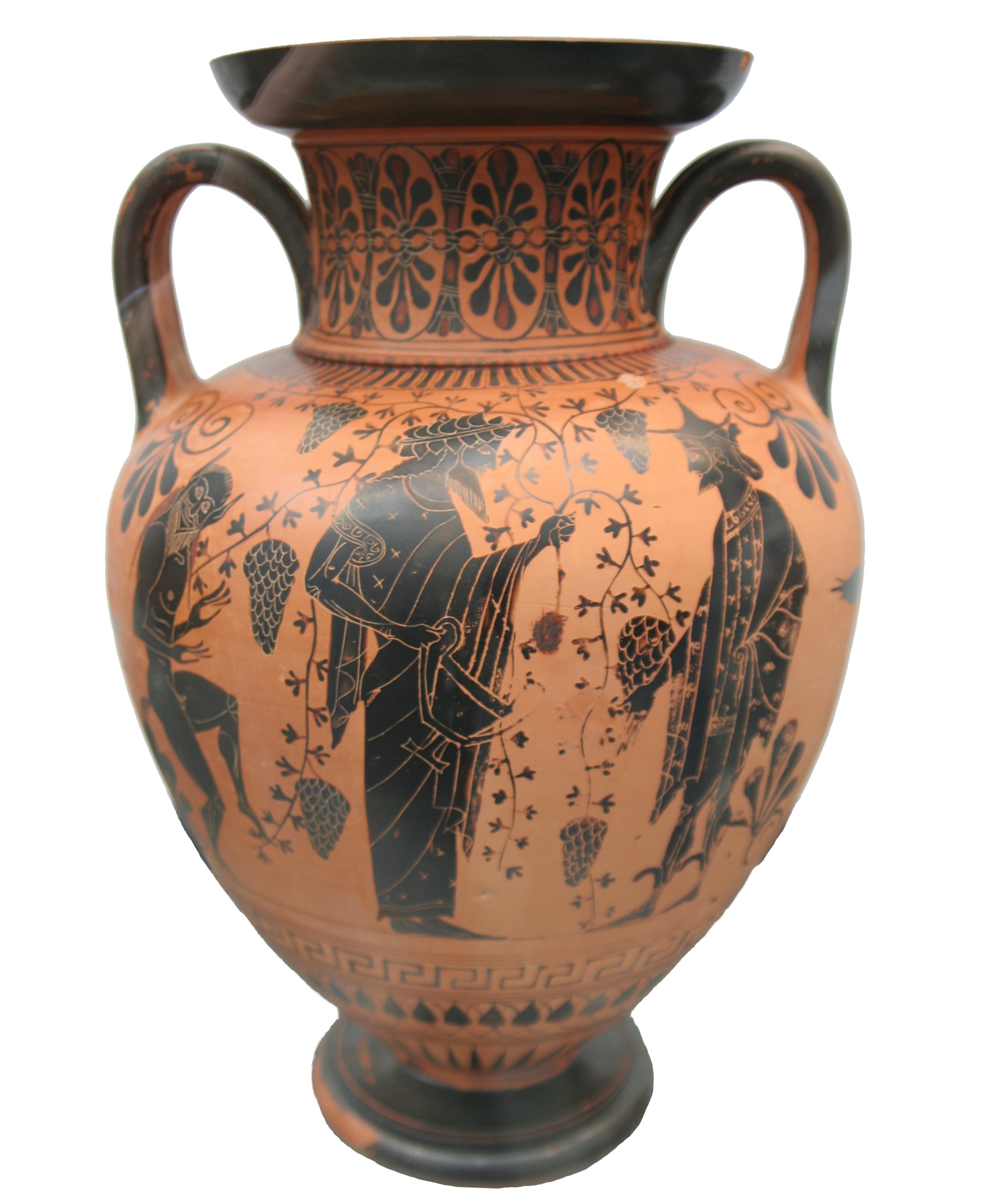
Un vaso greco risalente al VI secolo a.C. raffigurante Dioniso (al centro), Ermes (a destra) ed un satiro (a sinistra), tra i principali personaggi del Dionisalessandro.

Gli studiosi che hanno proposto di associare al titolo principale il sottotitolo Gli Idiani hanno anche avanzato la proposta che tale sottotitolo fosse dovuto alla presenza di due cori sulla scena, anziché uno solo: al coro dei satiri si sarebbe affiancato un coro di pastori al servizio di Paride, gli uomini del Monte Ida o Idiani. Questa proposta si basa inoltre su alcune righe dell'ipotesi, dalle quali si evince che Paride dà ordini ai suoi uomini e da altre in cui il coro attacca verbalmente Dioniso: in questo caso non si tratterebbe del coro di satiri che sbeffeggiano Dioniso per il suo travestimento da Paride, ma del coro di pastori che lo ha scoperto travestito come il loro padrone. La presenza di un unico coro non può però essere esclusa: poiché l'ipotesi papiracea è probabilmente incompleta, è possibile che all'inizio della commedia i satiri abbiano abbandonato Dioniso e si siano messi al servizio di Paride come pastori, ma poi si siano riconciliati con il loro padrone originario quando Dioniso è costretto ad arrendersi ai Greci. Un comportamento simile dei satiri non è attestato in altre commedie o frammenti comici noti, tuttavia è presente in alcuni drammi satireschi: nei Theoroi o Isthmiastae di Eschilo i satiri dapprima abbandonano Dioniso ma alla fine si ricongiungono con lui, così come avviene nei Cercatori di tracce di Sofocle.

Il comportamento appena descritto che i satiri potrebbero aver assunto durante lo svolgimento dell'opera non è l'unico parallelo con il genere del dramma satiresco. È possibile individuare alcune caratteristiche tipiche del dramma satiresco (considerando l'unico giunto integro, il Ciclope di Euripide, ed alcuni frammenti di altri drammi): la prigionia, l'inganno, l'ambientazione rurale, l'avventura amorosa di una divinità con un mortale, il tema della gara e quello del camuffamento di Dioniso, oltre alla presenza dei satiri in scena. Essi si possono ritrovare anche nel Dionisalessandro: Dioniso è catturato alla fine della commedia, costretto ad arrendersi ai Greci; si camuffa due volte, prima da Paride, poi da ariete, e travestito da Paride giudica le dee, che si affrontano nella gara di bellezza; l'ambientazione sul Monte Ida ricorda gli scenari di campagna dei drammi satireschi; infine, Dioniso rapisce Elena ed ha con lei un'avventura amorosa. Questo ha fatto ritenere che il Dionisalessandro sia un ibrido tra la commedia ed il dramma satiresco, di cui non si conoscono altri esempi, ma che potrebbe essere stato realizzato anche da altri poeti che hanno scritto commedie intitolate Satiri, come Ecfantide, Callia e Frinico.

### La parodia di Pericle

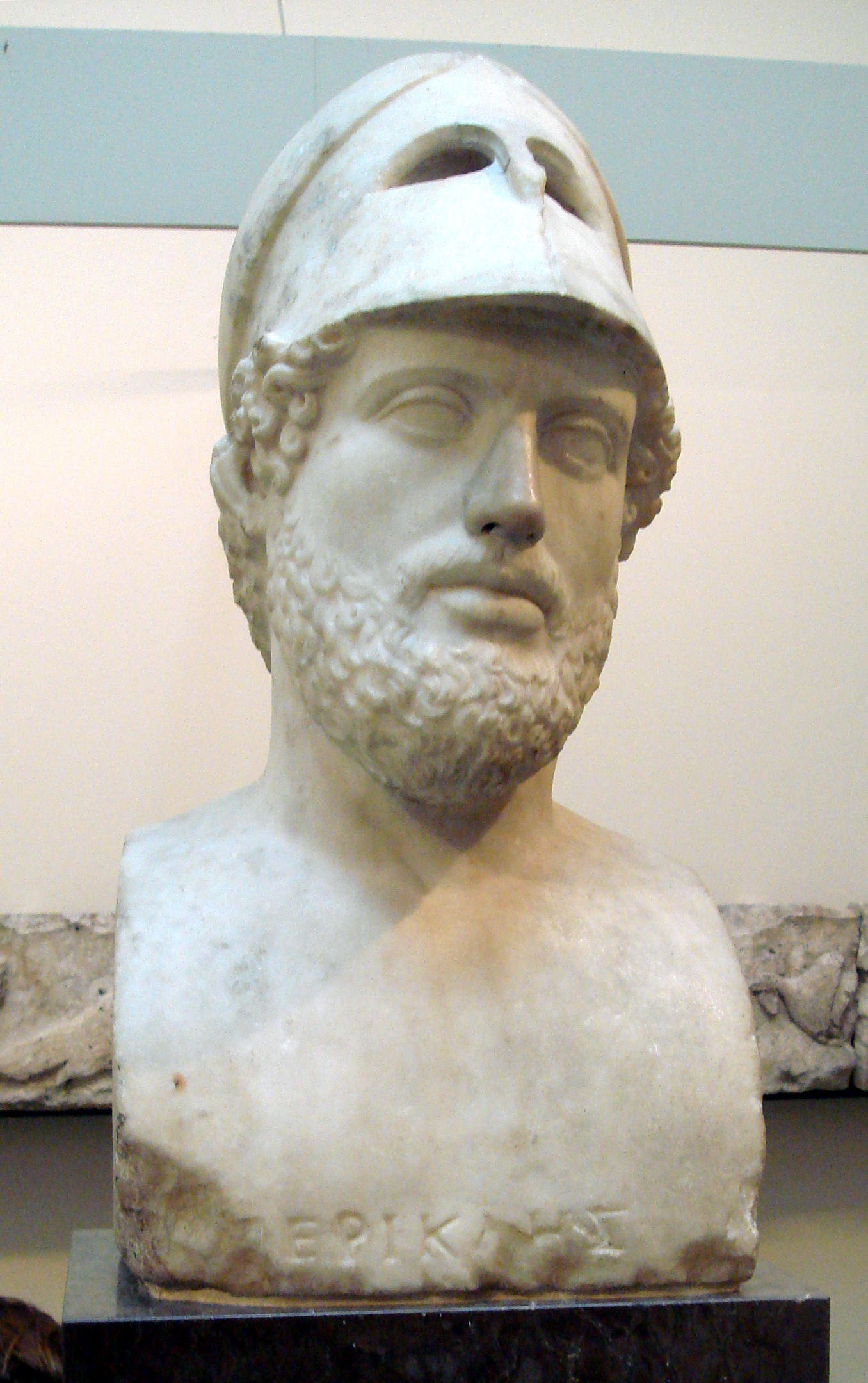
Busto di Pericle, raffigurato mentre indossa l'elmo. La presenza dell'elmo in tutti i suoi busti potrebbe confermare le testimonianze degli autori antichi secondo i quali Pericle aveva una testa sproporzionata, oggetto di numerose canzonature da parte dei poeti comici.

Un ulteriore problema è costituito dalle ultime righe dell'ipotesi, in cui si afferma che la commedia deride Pericle attraverso allusioni: poiché l'ipotesi non entra nei particolari né i frammenti residui presentano chiaramente la figura di Pericle nell'opera, sono state avanzate alcune proposte dagli studiosi moderni, che però non necessariamente vedono nella sua parodia il tema principale della commedia. Una prima possibilità è che Pericle fosse parodiato da uno dei personaggi dell'opera, in particolare Dioniso o Paride; Dioniso potrebbe essere più convincente, ricordando anche la scena in cui, travestito da ariete, attende lo svolgersi degli eventi sul Monte Ida, scena che potrebbe parodiare la politica di attesa di Pericle durante la guerra del Peloponneso (431/430). Esiste un frammento attribuito, seppur con incertezza, alle Moire di Ermippo in cui Pericle viene attaccato per lo stesso motivo ed è chiamato "re dei satiri": questo ha fatto pensare che il frammento in questione fosse in realtà parte del Dionisalessandro invece che delle Moire, nonostante quanto affermi Plutarco nel tramandarlo. Alcuni studiosi hanno visto un possibile riferimento a Pericle nella scena finale: la consegna di Dioniso ai Greci potrebbe alludere al desiderio di Cratino di veder consegnato Pericle agli avversari, cioè gli Spartani. Tuttavia Pericle potrebbe essere stato parodiato in maniera più indiretta: invece che identificarlo con uno dei personaggi, si è ipotizzato che uno di essi avesse qualche caratteristica estetica che lo facesse venire subito alla mente degli spettatori, e la caratteristica più nota di Pericle si dice fosse la testa molto pronunciata. Poiché le maschere di scena comprendevano la fronte ed i capelli, era possibile realizzarne una che mettesse in risalto le dimensioni del capo; inoltre si conoscono frammenti di altre commedie in cui Pericle era preso in giro per le dimensioni della testa: Plutarco ricorda un passo di Teleclide, uno di Eupoli e tre di Cratino.
Si è anche visto un possibile riferimento a Pericle nella scena del giudizio delle dee: durante la gara, Atena offre a Dioniso il coraggio in guerra (dono rifiutato poiché la gara è vinta da Afrodite) e, se il dio è effettivamente da identificare con Pericle, si tratterebbe di un'allusione ironica alla codardia della quale è accusato all'inizio della guerra con Sparta. I tre doni potrebbero invece non avere alcun riferimento comico, ma essere dei doni "politici", che rappresentano i nuovi valori di Atene. La stessa decisione di Dioniso di sostituirsi al vero giudice potrebbe alludere a Pericle che non coinvolge il popolo (rappresentato da Paride) nel prendere le decisioni per la città.
Altri critici hanno proposto di vedere un riferimento a Pericle in alcune righe dell'ipotesi piuttosto rovinate, secondo le quali verso l'inizio della commedia il coro parlava al pubblico "dei poeti" o, secondo un'altra lettura, "dei figli". Seguendo quest'ultima lettura, si è supposto che questi "figli" potrebbero essere gli eredi di Pericle, con particolare riferimento al figlio che ebbe da Aspasia ed al quale cercò di far ottenere la cittadinanza ateniese.
Altri ancora hanno visto un'allusione a Lisicle e Aspasia (rappresentata da Elena), che poco dopo la morte di Pericle vissero insieme ed ebbero un figlio: i vari riferimenti della commedia alle pecore, ai pastori, all'ariete hanno fatto pensare che Cratino volesse deridere un personaggio che aveva a che fare con le greggi e Lisicle è descritto da Aristofane come un "commerciante di pecore". Quest'ipotesi potrebbe essere avvalorata da un frammento contenuto in un altro papiro di Ossirinco che non è stato possibile attribuire con sicurezza ad una commedia di Cratino, ma che secondo alcuni studiosi potrebbe appartenere al Dionisalessandro: il frammento prende in giro i bambini nati "in fretta", cioè nati prematuramente; la commedia, parodiando Lisicle e Aspasia, potrebbe essere un modo per parodiare Pericle, forse a seguito della sua morte.